# 澎湖縣
澎湖縣，古稱平湖、彭湖，是中華民國臺灣省的縣，位於臺灣南部臺灣海峽，由澎湖群島所組成，以澎湖水道與臺灣本島之雲林縣、嘉義縣相望。縣治及最大城市为馬公市（同時也是離島最大城市）。澎湖縣內轄有1市、5鄉，共有6個鄉市。由於特殊的地理位置及優良的港灣條件，自古以來便是往來臺灣海峽的移民中繼站與軍事要地。由於縣內遍布天人菊，澎湖也有「菊島」的美稱。
澎湖縣四面環海，早期經濟活動以漁業為主，隨著漁業資源逐漸枯竭（面積狹小卻有 69 座漁港），現已轉型為以觀光為主。

## 地理

### 地形
澎湖群島位於台灣與歐亞大陸之間的臺灣海峽上，地勢起伏平緩，以低矮的丘陵地為主，澎湖群島最高處位於望安鄉大貓嶼，只有海拔70公尺，澎湖本島最高處拱北山也只有海拔56公尺高。著名的高地有馬公市的蛇頭山、離島虎井嶼的東山和西山，湖西鄉的拱北山、太武山、奎壁山、虎頭山、尖山，白沙鄉吉貝嶼的西崁山，西嶼鄉的牛心山，望安鄉的天台山、鯉魚山、離島東嶼坪嶼的八卦山和東吉嶼的八卦山，七美鄉的頂隙。由於缺乏高山攔阻水氣，澎湖的降水量比台灣島少，對農業發展影響甚鉅。
1916年（大正5年），臺灣總督府統計澎湖群島有64座島嶼、總面積126.864平方公里。爾後官方文獻紀錄及資料引述長久以來均以此為依據。中華民國教科書上也一直沿用。近年來，由於澎湖群島特殊的玄武岩地質景觀，國際地質專家建議爭取列為世界遺產或設置國家地質公園，引發國內地質學者及文史工作者對地理資料正確性的質疑。
2005年12月，澎湖縣政府擬具『澎湖群島島嶼數量委託清查計畫』，委託國立高雄應用科技大學調查。調查結果顯示，澎湖縣的島嶼共有90座，面積亦從126.8641平方公里增至141.0520平方公里，增加了14.1879平方公里。不過至今內政部卻仍未審核通過，因此其隸屬的主計處仍維持64島的版本。
澎湖群島位置位於北緯23°12至23°47，東經119°19至119°43。北回歸線穿過群島之中的虎井嶼之南側海域與花嶼之北側海域。
- 極東：查母嶼
- 極西：花嶼
- 極南：七美嶼
- 極北：大磽嶼（目斗嶼，若視大磽嶼為岩礁）

### 氣候
| 馬公市(平均數據1991年-2020年，極端數據1897-2021年更新中) | 馬公市(平均數據1991年-2020年，極端數據1897-2021年更新中) | 馬公市(平均數據1991年-2020年，極端數據1897-2021年更新中) | 馬公市(平均數據1991年-2020年，極端數據1897-2021年更新中) | 馬公市(平均數據1991年-2020年，極端數據1897-2021年更新中) | 馬公市(平均數據1991年-2020年，極端數據1897-2021年更新中) | 馬公市(平均數據1991年-2020年，極端數據1897-2021年更新中) | 馬公市(平均數據1991年-2020年，極端數據1897-2021年更新中) | 馬公市(平均數據1991年-2020年，極端數據1897-2021年更新中) | 馬公市(平均數據1991年-2020年，極端數據1897-2021年更新中) | 馬公市(平均數據1991年-2020年，極端數據1897-2021年更新中) | 馬公市(平均數據1991年-2020年，極端數據1897-2021年更新中) | 馬公市(平均數據1991年-2020年，極端數據1897-2021年更新中) | 馬公市(平均數據1991年-2020年，極端數據1897-2021年更新中) |
| 月份                                                     | 1月                                                      | 2月                                                      | 3月                                                      | 4月                                                      | 5月                                                      | 6月                                                      | 7月                                                      | 8月                                                      | 9月                                                      | 10月                                                     | 11月                                                     | 12月                                                     | 全年                                                     |
| -------------------------------------------------------- | -------------------------------------------------------- | -------------------------------------------------------- | -------------------------------------------------------- | -------------------------------------------------------- | -------------------------------------------------------- | -------------------------------------------------------- | -------------------------------------------------------- | -------------------------------------------------------- | -------------------------------------------------------- | -------------------------------------------------------- | -------------------------------------------------------- | -------------------------------------------------------- | -------------------------------------------------------- |
| 历史最高温 °C（°F）                                      | 28.6 (83.5)                                              | 29.5 (85.1)                                              | 30.8 (87.4)                                              | 33 (91)                                                  | 34.6 (94.3)                                              | 35.9 (96.6)                                              | 36.7 (98.1)                                              | 35.2 (95.4)                                              | 35.1 (95.2)                                              | 35.3 (95.5)                                              | 31.1 (88.0)                                              | 30.0 (86.0)                                              | 36.7 (98.1)                                              |
| 平均高温 °C（°F）                                        | 19.4 (66.9)                                              | 20 (68)                                                  | 22.9 (73.2)                                              | 26.3 (79.3)                                              | 29.1 (84.4)                                              | 30.9 (87.6)                                              | 32.2 (90.0)                                              | 31.8 (89.2)                                              | 31 (88)                                                  | 28.2 (82.8)                                              | 25.1 (77.2)                                              | 21.3 (70.3)                                              | 26.5 (79.7)                                              |
| 日均气温 °C（°F）                                        | 17.1 (62.8)                                              | 17.4 (63.3)                                              | 19.9 (67.8)                                              | 23.2 (73.8)                                              | 25.9 (78.6)                                              | 27.9 (82.2)                                              | 28.9 (84.0)                                              | 28.6 (83.5)                                              | 28 (82)                                                  | 25.5 (77.9)                                              | 22.7 (72.9)                                              | 19.1 (66.4)                                              | 23.7 (74.7)                                              |
| 平均低温 °C（°F）                                        | 15.5 (59.9)                                              | 15.6 (60.1)                                              | 17.8 (64.0)                                              | 21.1 (70.0)                                              | 24 (75)                                                  | 25.9 (78.6)                                              | 26.7 (80.1)                                              | 26.6 (79.9)                                              | 26.1 (79.0)                                              | 24 (75)                                                  | 21.3 (70.3)                                              | 17.7 (63.9)                                              | 21.9 (71.4)                                              |
| 历史最低温 °C（°F）                                      | 7.7 (45.9)                                               | 7.2 (45.0)                                               | 7.4 (45.3)                                               | 10.5 (50.9)                                              | 16.6 (61.9)                                              | 19.3 (66.7)                                              | 21.8 (71.2)                                              | 21.1 (70.0)                                              | 19.2 (66.6)                                              | 15 (59)                                                  | 9.6 (49.3)                                               | 9 (48)                                                   | 7.2 (45.0)                                               |
| 平均降雨量 mm（）                                        | 20.9 (0.82)                                              | 38.1 (1.50)                                              | 50.7 (2.00)                                              | 77.9 (3.07)                                              | 117.8 (4.64)                                             | 148 (5.8)                                                | 163.2 (6.43)                                             | 229.4 (9.03)                                             | 100.3 (3.95)                                             | 30.1 (1.19)                                              | 26 (1.0)                                                 | 28.1 (1.11)                                              | 1,030.5 (40.54)                                          |
| 平均降雨天数                                             | 5.2                                                      | 6.2                                                      | 7.6                                                      | 8.7                                                      | 9.3                                                      | 10.2                                                     | 8.1                                                      | 9.4                                                      | 5.6                                                      | 2.4                                                      | 3.6                                                      | 4.8                                                      | 81.1                                                     |
| 平均相對濕度（％）                                       | 78.7                                                     | 80.7                                                     | 80                                                       | 80.9                                                     | 82.8                                                     | 85.2                                                     | 83.6                                                     | 84.4                                                     | 79.6                                                     | 75.2                                                     | 76.8                                                     | 76.8                                                     | 80.4                                                     |
| 月均日照時數                                             | 102.9                                                    | 98.7                                                     | 131.1                                                    | 153.1                                                    | 183.6                                                    | 211.2                                                    | 265.3                                                    | 231.4                                                    | 214.9                                                    | 186.4                                                    | 129.2                                                    | 111.4                                                    | 2,019.2                                                  |
| 来源：中央氣象局                                         |                                                          |                                                          |                                                          |                                                          |                                                          |                                                          |                                                          |                                                          |                                                          |                                                          |                                                          |                                                          |                                                          |

## 歷史

### 地名考源
根據《澎湖縣志》記載，澎湖原名平湖。平字在臺語中和彭字同音而演化成澎湖。

### 事紀
明福建省泉州府同安縣澎湖巡檢司
1368年-1622年

 荷屬台灣風櫃尾城堡
1624年-1662年

 明延平藩東寧澎湖安撫司
1661年-1683年

清福建省臺灣府澎湖巡檢司
1683年-1887年

清福建臺灣省臺灣府澎湖巡檢司
1887年-1895年

 臺灣民主國
1895年5月25日-10月21日

 大日本帝國台灣澎湖廳
1895年-1945年10月25日

 大日本帝國台灣高雄州澎湖郡
1920年-1926年

史前時期，澎湖有粗繩文陶為代表的新石器文化，證明该地至少在五千年前已有先住民生活。
澎湖地名記載最早始於南宋，因“港外海濤彭湃，港內水靜如湖”而得名。
元世祖至元18年（西元1281年）11月澎湖正式設澎湖巡檢司，隸屬福建同安。
在大航海時代，葡萄牙人也幫這群島嶼取了一個名字Pescadores，為「漁人們」的意思 。
在16世紀左右，明朝曾有海禁政策，但許多中國沿海居民仍冒險到澎湖列嶼捕魚，其中也有部分人群或許是海盜。在地理大發現時代，經過台灣海峽的葡萄牙航海船隻，看到島嶼及其周邊海上有許多漁民散佈作業，於是將澎湖群島稱為漁人之島。
鄭成功攻臺之役中，鄭成功軍隊以澎湖群島為基地擊敗了荷蘭人。至清代（西元1727年）設立澎湖廳，隸屬福建省臺灣府。
清末因1895年4月甲午戰爭戰敗後，連同臺灣和遼東半島割讓予日本，惟澎湖早已於同年3月的澎湖之役中落入日軍之手。1920年，臺灣總督府改為澎湖郡併入高雄州，後於1926年復改回澎湖廳。
1945年，第二次世界大戰日本戰敗後，由中華民國接管並治理澎湖列島，設澎湖縣，劃入新設立的台灣省。
1995年，成立澎湖國家風景區，範圍為澎湖群島全境。2009年9月，澎湖縣進行博弈條款公投，贊成票數13,397票，反對票數17,359票，澎湖博弈產業確定破局，將配合中央政策推動，朝國家能源低碳島方向前進。
2009年12月，澎湖縣望安鄉東吉嶼至臺南市安南區鹿耳門週邊海陸域，正式成立臺江國家公園。2014年6月：澎湖南方四島國家公園公告實施。

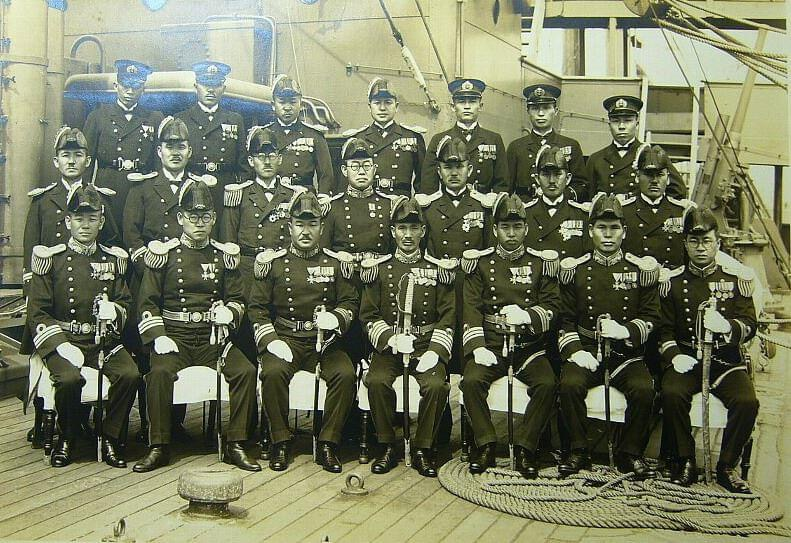
1930年代，日本海軍官兵完成遠航訓練返回澎湖後，於馬公軍港的艦上合照
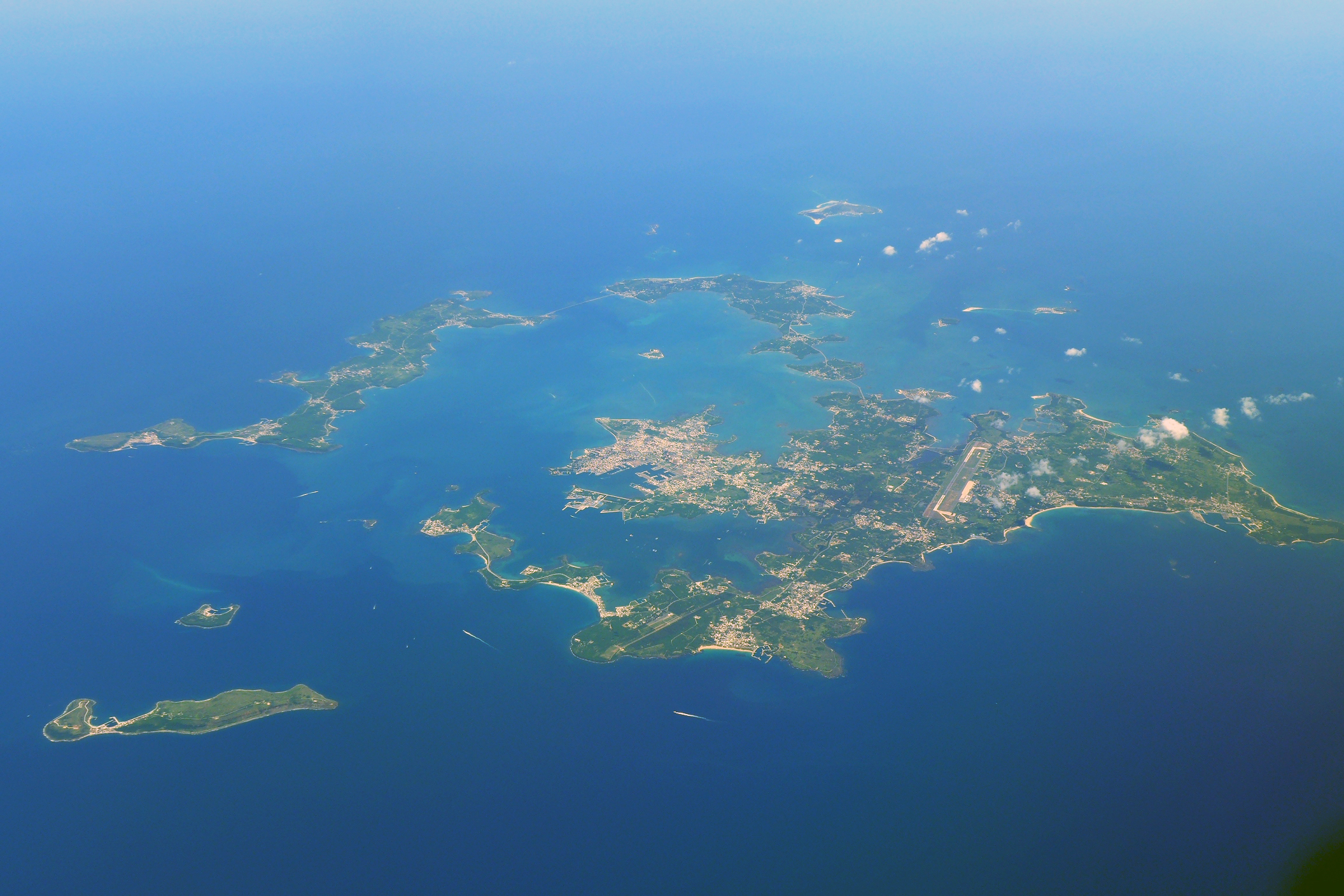
澎湖群島中部及北部

## 區劃人口

### 行政區劃
民國三十四年（1945年）臺灣脫離日本統治，澎湖廳改制為澎湖縣，縣治設於馬公鎮，共轄有2縣轄區6鄉鎮，民國三十九年（1950年）廢縣轄區由縣直轄鄉鎮。民國七十年（1981年）馬公鎮升格為縣轄市，全縣轄有1市（馬公市）、5鄉（湖西鄉、白沙鄉、西嶼鄉、望安鄉、七美鄉），共有6個鄉市。
| 澎湖縣行政區劃示意圖 |
| 澎湖縣行政區劃       |

### 人口
澎湖因軍事上的地理優勢，自古以來便是各方爭奪的要地。然而近代由於交通、經濟不利等原因，該縣長期面臨人口外移、高齡化等問題。
根據內政部戶政司的統計，2023年底澎湖縣戶數約4.3萬戶，人口約10.8萬人，是中華民國人口第二少的縣市。縣內人口最多與最少的行政區分別是馬公市與七美鄉，2023年底兩行政區人口分別63,957人與3,937人。在2020年人口普查當中，澎湖縣的常住人口約有8.2萬人，僅佔當時的戶籍人口的77%左右，在中華民國所有縣市中是常住人口少於戶籍人口之比例較高的地區。在人口年齡結構上，2023年底澎湖縣幼年人口（15歲以下人口）佔比約為9.76%，壯年人口（15至64歲人口）佔比約為71.28%，老年人口（65歲以上人口）佔比則約為18.97%，老化指數約有194%。
人口數遞減排列：
- 總人口5萬以上：馬公市
- 總人口1萬至5萬：湖西鄉、白沙鄉
- 總人口5千至1萬：西嶼鄉、望安鄉
- 總人口數5千以下：七美鄉

人口密度遞減排列：
- 人口密度1,000人/km²以上：馬公市
- 人口密度500~1,000人/km²：白沙鄉、七美鄉
- 人口密度500人/km²以下：湖西鄉、西嶼鄉、望安鄉

### 族群分佈
明、清渡海至澎湖開發的人群，主要來自中國大陸福建省，以泉州府和漳州府為主，其中泉州府籍的移民占所有移民籍貫的86.84%，漳州府籍則僅占10.53%。進一步就祖籍地進行探討，來自泉州府同安縣金門（浯江）的移民就占了所有移民半數以上的53.95%，分佈在馬公市、湖西鄉、白沙鄉、西嶼鄉、望安鄉與七美鄉；漳州府籍移民主要分佈在白沙鄉。廣東移民有潮州府大埔縣、廣州府順德縣移民，分佈在馬公市。

## 政治

### 縣政機關
澎湖縣政府是澎湖縣的行政機關，在中華民國政府架構中為縣自治的行政機關，同時負責執行中央機關委辦事項，澎湖縣的自治監督機關為行政院各部會（主要為內政部）。縣長由全體縣民直接選舉產生，任期為四年，連選可連任一次。澎湖縣政府並置縣政會議，為縣政最高決策機構，在縣長及副縣長之下，設有11個內部單位、7個所屬一級機關、9個所屬二級機關、54所各級學校。
澎湖縣縣長是澎湖縣之行政首長，對外代表該縣，負責綜理縣政，指導監督所轄鄉（鎮、市）自治，並指揮、監督所屬職員及機關，現任縣長為民主進步黨籍的陳光復。
澎湖縣議會是澎湖縣的民意機關，代表澎湖縣全體縣民立法和監察縣政府之施政。縣議員由公民直選選出，任期為四年，可連選連任。澎湖縣議會共有19位縣議員，分別為第一選區11席縣議員、第二選區3席縣議員、第三選區2席縣議員、第四選區1席縣議員、第五選區1席縣議員、第六選區1席縣議員，議長、副議長由19位縣議員互選產生。

### 選民結構及政治勢力
該縣早期地方派系主要依縣治馬公市地理劃分為南、北兩派，以及其日後衍生的西藍派、東許派、及許素葉系統。
在戒嚴時期，由於澎湖特殊的政治及軍事環境，縣政長期由中華民國國軍（澎防司令部）掌握，其次才是國民黨縣政府，地方派系則因澎湖規模經濟不大，影響力也因此受限。
隨著1990年代末期台灣民主化，軍隊陸續撤出，派系力量更進一步衰退，黨外力量也隨著崛起。而民進黨亦同時在澎湖迅速成長，票源逐年上揚，近期泛綠已能與泛藍分庭抗禮。自解除黨禁至今，該縣已歷經四次政黨輪替。

### 中央公職選舉
按照中華民國現行立法委員選制，澎湖縣全境同屬一個立法委員選區，得選出一席立法委員。現任澎湖選區所選出的立法委員是在2024年中華民國立法委員選舉選出的楊曜（民主進步黨提名、連任三屆）。

### 司法暨檢察機關
臺灣澎湖地方法院是澎湖縣的司法機關，屬於普通法院，當地之民、刑事訴訟由該機關審理。臺灣澎湖地方檢察署則是澎湖縣的檢察機關。

## 文化

### 宗教
澎湖傳統信仰以道教與民間信仰為大宗，兼雜儒宗神教（扶乩鸞堂）等民間宗教系統。其中因澎湖四面環海，具有海神屬性的媽祖、王爺、玄天上帝信仰特別興盛。
基督宗教方面，在1886年，英國長老教會宣教師甘為霖牧師至澎湖馬公創建馬公教會（今台灣基督長老教會馬公教會），是澎湖最早設立的基督教會，現任縣長陳光復即為該會會友。1949年，國民政府在戡亂失利後撤退至台灣，天主教神職人員隨著教友遷移至台灣各地，包括澎湖。自1950年起，山東籍神父傅興仁在馬公設置臨時聖堂（今馬公天主堂），加上長老教會隨總會推動「倍加運動」，也是馬公長老教會教勢最興旺的時候。現台灣基督長老教會高雄中會於澎湖縣境內共計設有馬公、新生、啟明、西嶼、七美、白沙、虎井、將軍等8間教會及澎湖宣教中心，另曾有竹篙灣、小池角、花宅、瓦硐、講美等5間教會因故關閉或轉出。

### 文化資產

#### 有形文化資產

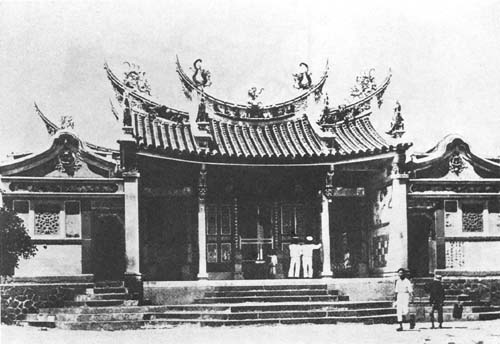
馬公市澎湖天后宮（攝於1919年）

至2012年2月10日為止，澎湖縣文化局已經調查研究並且出版成果的有形文化資產有：
- 古蹟、歷史建築、聚落：
  - 天后宮
  - 許家聚落
  - 馬公三官殿
  - 舊網垵社聚落
  - 望安鄉水垵村聚落
  - 二崁聚落

- 文化景觀
  - 澎湖縣境內的漁滬景觀及文化
  - 白沙鄉赤崁和吉貝兩村的漁撈活動及生活

#### 無形文化資產

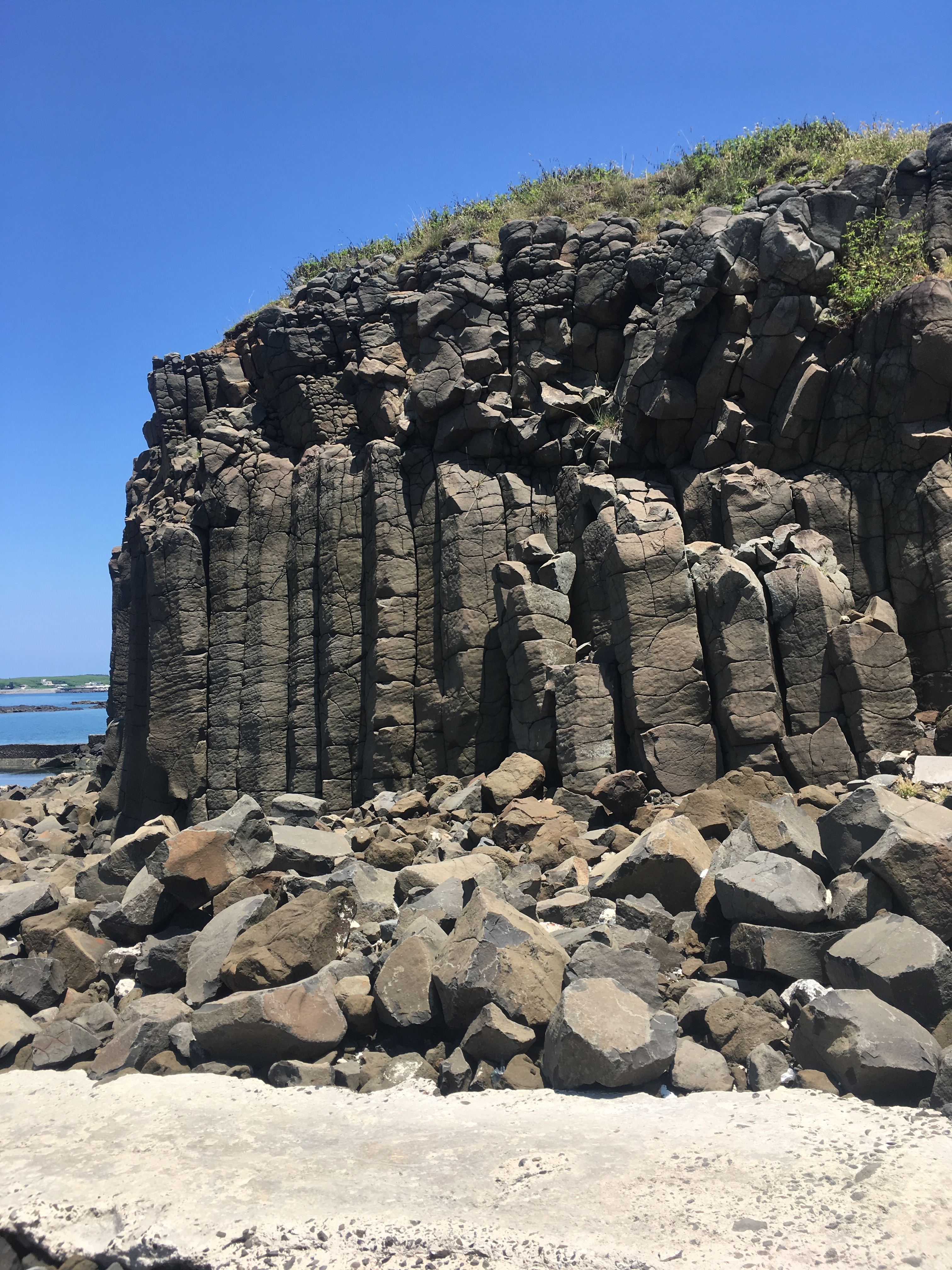
玄武岩

至2012年2月10日為止，澎湖文化局已經調查研究並且出版成果的無形文化資產有：
- 傳統藝術：
  - 澎湖境內的諺語
  - 傳統歌謠：褒歌
  - 傳統音樂：小法儀式音樂、八音、南管
  - 澎湖傳統民宅之裝飾藝術

- 民俗及有關文物：
  - 澎湖的糕餅業
  - 澎湖廟宇、民間祭典之應用文書
  - 澎湖的五營信仰
  - 澎湖群島的犒軍儀式、法師系統與村廟組織

- 古物
  - 澎湖地區的姓氏族譜

- 自然地景：
  - 玄武岩
  - 澎湖群島的地質
  - 澎湖群島的動物化石

### 文學
在文學史及相關論述方面，至2012年2月已出版的專書有《澎湖研究第一屆學術研討會論文集》、葉連鵬的《澎湖文學發展之研究》、文訊雜誌社出版的「高屏澎地區文學會議」論文集；碩博士論文有葉連鵬〈澎湖文學發展之研究〉、姜佩君〈澎湖民間故事研究〉等。
傳統文人有蔡廷蘭（清朝道光年間）。在澎湖縣出生的作家有王福東、李秀、王家珍、王家珠、蔡惠苓、岑澎維、鹿憶鹿、葉言都。曾被縣文化局（改制前的文化中心）出版過作品的作家有歐銀釧、謝聰明、張怡媚、許勝文、陳秋環、沈瑞華、黃東永、林麗卿、初惠誠、張慧玲、黃春鶯、陳鼎盛、李錫文、薛東埠、蔡愛清、顏玉露、黃中堅、余建中、洪東碧、張子樟、黃仁元、方英福、陳雪美、蕭瓊瑞、蔡宛璇、張慶麟。縣內的文化工作者有郭金龍、洪國雄、呂文雄、陳石筆、王文良、鄭美珠等。
基金會及文學團體有澎湖采風文化協會、澎湖鼎灣監獄寫作班。推廣及贊助文學活動的基金會有「澎湖縣文化基金會」；縣內沒有全國性文學社團。
該縣文化局舉辦的文學獎為「菊島文學獎」。除了文學獎，文化局也曾舉辦文藝營隊—菊島文藝營。

### 大眾媒體

#### 廣播電台
澎湖縣可以接收眾多家合法廣播電台，如警廣治安交通網臺中台、教育廣播電台等，也可接收嘉義地區的中功率電台。

#### 調頻（FM）
| 頻率             | 電台名稱                                |
| ---------------- | --------------------------------------- |
| 89.7 兆赫        | 澎湖社區廣播電台                        |
| 91.3 兆赫        | 風聲廣播電台（快樂聯播網）              |
| 91.9 兆赫        | 嘉南廣播電台                            |
| 93.3 兆赫        | 雲嘉廣播電台                            |
| 93.9 兆赫        | 大地之聲廣播電台（青春線上）            |
| 94.5 兆赫        | 警廣臺中分臺                            |
| 96.3 兆赫        | 原住民族廣播電台                        |
| 96.7 兆赫        | 澎湖廣播電台（快樂聯播網）              |
| 99.1 兆赫        | 國立教育廣播電臺澎湖一網                |
| 100.3 兆赫       | 寶島廣播電台                            |
| 103.1/103.3 兆赫 | 中廣流行網                              |
| 104.3 兆赫       | 講客廣播電台 澎湖轉播站（開播時間未定） |
| 105.3 兆赫       | 國立教育廣播電臺澎湖二網                |
| 105.7 兆赫       | 姊妹電台（雲林地區電台）                |
| 106.1 兆赫       | 全國廣播（澎湖本島、虎井嶼可收聽到）    |
| 107.1 兆赫       | 環球廣播電台                            |

#### 調幅（AM）
| 頻率      | 電台名稱                               |
| --------- | -------------------------------------- |
| 756 千赫  | 勝利之聲廣播電台 馬公轉播台            |
| 1143 千赫 | 漁業廣播電台                           |
| 1269 千赫 | 漢聲廣播電台澎湖台（轉播漢聲高雄分台） |
| 1296 千赫 | 中廣新聞網（台南地區電台）             |

## 教育
- 大專院校
  - 國立澎湖科技大學
  - 國立空中大學
- 高級中學
  - 國立馬公高級中學
- 高級職業學校
  - 國立澎湖高級海事水產職業學校
- 社區大學
  - 澎湖縣社區大學

## 醫療
- 衛生福利部澎湖醫院
- 三軍總醫院澎湖分院 [30]

## 交通

### 航空
- 澎湖機場有航線往返臺灣本島的臺北松山機場、台中清泉崗機場、嘉義機場、台南機場、高雄國際機場，離島七美機場以及金門機場。
- 兩岸直航後，於每週二、五，提供客運包機申請，得以往返武汉天河国际机场。

### 公路
縣道
- 縣道201號
- 縣道202號
- 縣道203號
- 縣道204號
- 縣道205號

鄉道

#### 公路橋梁
- 澎湖跨海大橋：台灣第二長跨海大橋，1970年啟用，1995年10月拆除；第二代大橋於1984年7月開始興建，1996年3月完工並通車至今，總長2,494公尺，連接澎湖群島的白沙及西嶼兩大島。

#### 公車
- 澎湖縣公車
  - 西嶼、白沙線
    - 外垵線
    - 通梁線
    - 沙港線

  - 澎南線
    - 風櫃線
    - 山水線
    - 烏崁線

  - 湖西線
    - 龍門線
    - 青螺線

  - 尖山線
    - 龍門經烏坎線

  - 光華線
  - 零路線
    - 東線
    - 西線

  - 公車機場線
    - 由太武、龍門、尖山、烏崁、青螺五路線之部分班次繞駛

  - 望安線
    - 往返潭門港與鄉公所，由縣府委辦望安鄉公所辦理，車輛由車船處提供，供鄉民免費搭乘。

  - 七美線
    - 環島公車每日1往返，由縣府委辦七美鄉公所辦理，車輛由車船處提供1輛、七美鄉公所自備1輛（自用車，非屬公共汽車），2輛交替使用，供鄉民免費搭乘。

### 海運
- 馬公港有航線[31]往返臺灣本島的臺中港、布袋港、高雄港以及澎湖其他島嶼之望安港、七美港；七美港亦有航線往返高雄港。

## 旅遊

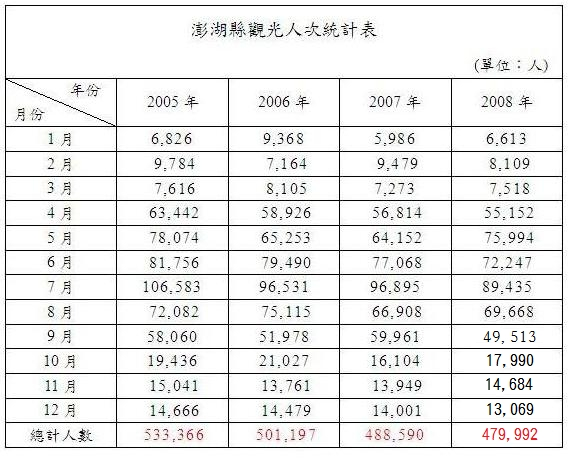
觀光人數表

澎湖群島獨特的景色與人文，使其榮獲寂寞星球的2011年全球十大最佳世外桃源島嶼與成為世界最美麗海灣俱樂部（The Most Beautiful Bays of the World）的會員之一。澎湖群島多漁港，夜間萬點漁火流動，忽明忽滅，與水中映射之星斗互相煇映，1953年臺灣省政府將「澎湖漁火」選定作為臺灣八景之一。觀光遊憩是現今澎湖群島的重要產業之一，中華民國交通部觀光局也在1995年於澎湖群島設立「澎湖國家風景區」。

### 自然、人文景點
- 澎湖南方四島國家公園
- 澎湖花火節
- 硓𥑮石屋
- 澎湖跨海大橋
- 西瀛虹橋
- 吉貝嶼
- 七美島雙心石滬
- 貓嶼海鳥保護區
- 黑水溝（海底玄武岩壁）
- 綠蠵龜產卵棲地保護區（望安島）

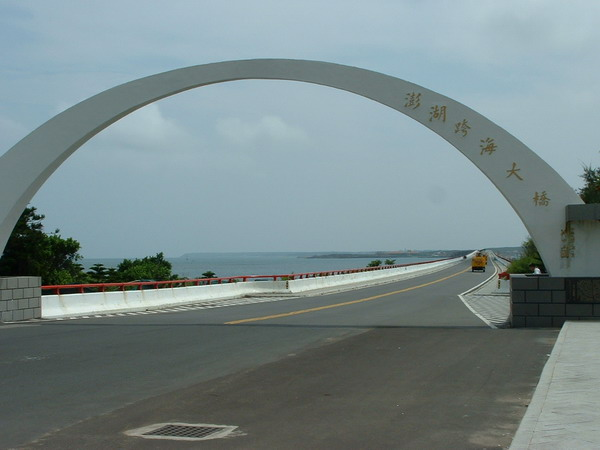
澎湖跨海大橋

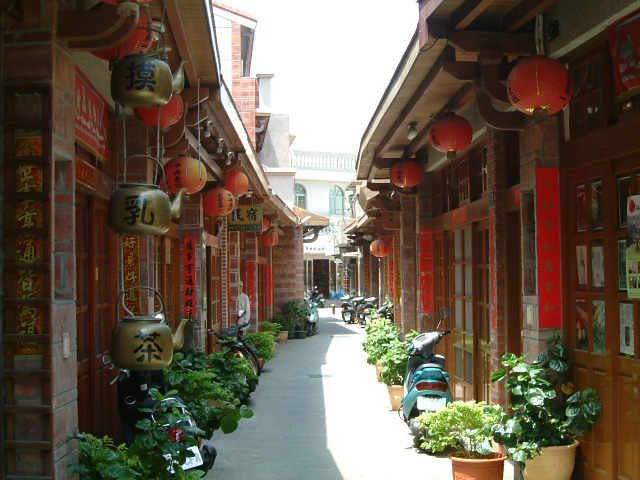
中央老街

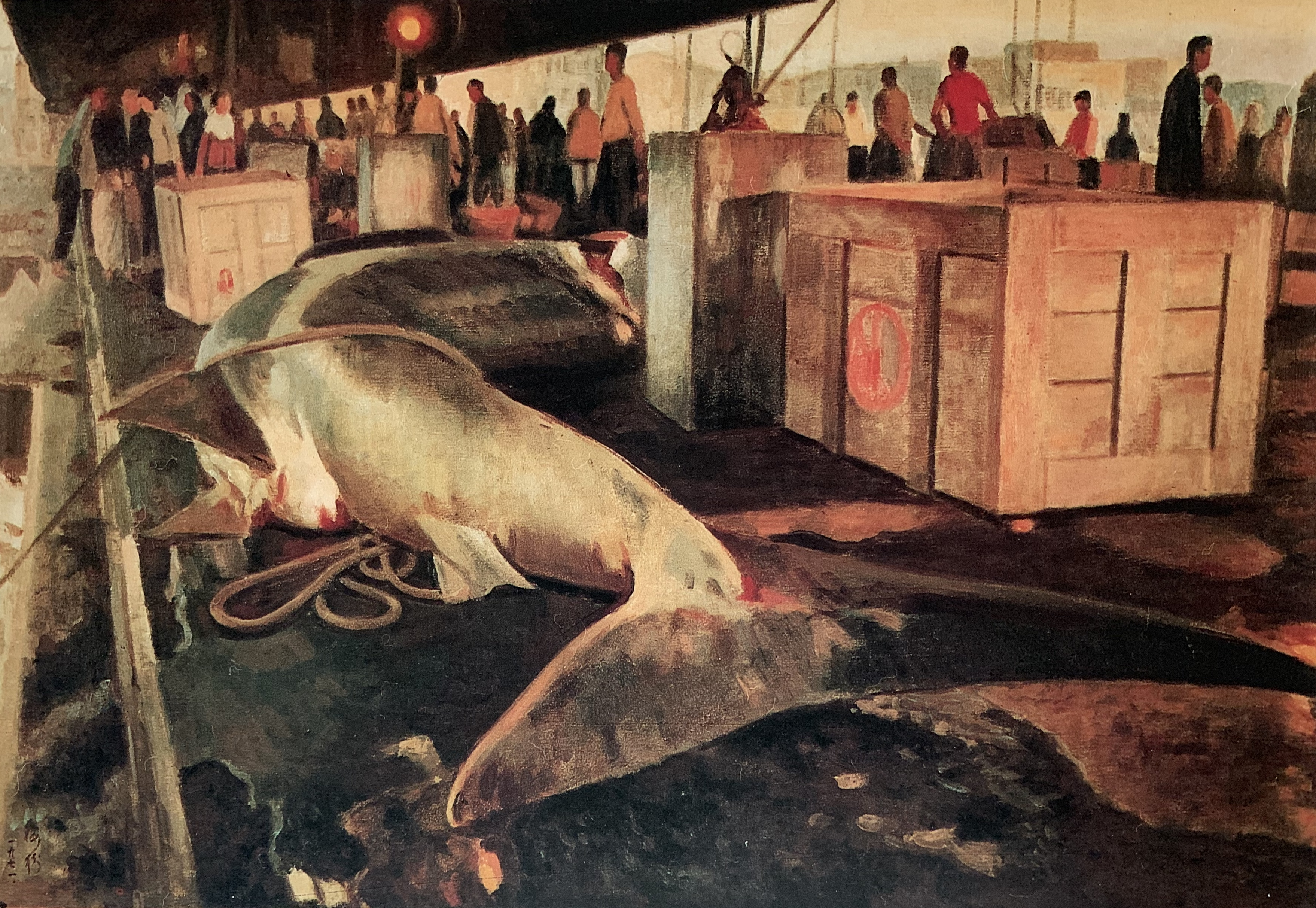
李梅樹所繪製澎湖魚市情景，收藏於李梅樹紀念館

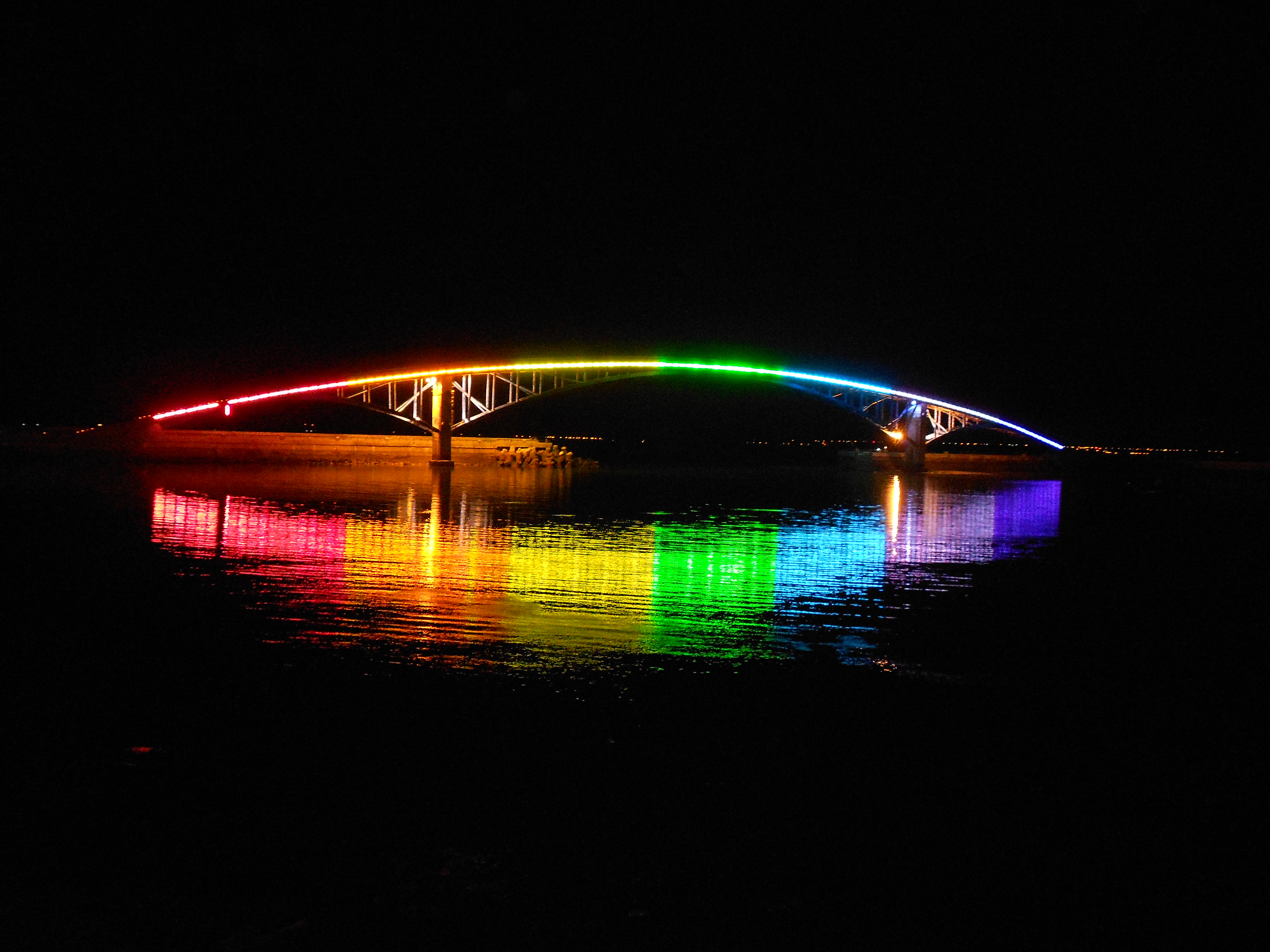
夜晚西瀛虹橋

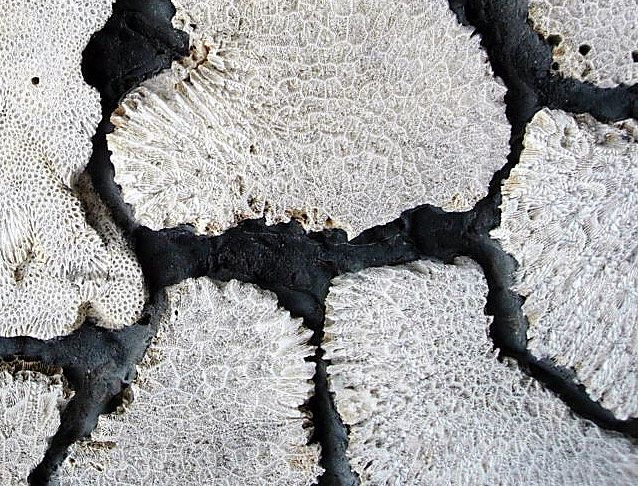
圖為使用石珊瑚做牆壁裝飾

- 澎湖玄武岩自然保留區（雞善嶼、錠鈎嶼、白沙嶼）、澎湖南海玄武岩自然保留區與桶盤玄武岩石柱
- 馬公觀音亭（西瀛虹橋）

### 博物館
位於澎湖縣境內，被中華民國博物館學會列入2004年9月版《台灣博物館名錄》的博物館有：
- 馬公市：
  - 二呆藝術館、朱盛文物紀念館、雅輪文石紀念館、澎湖希望天地、澎湖海洋資源館、澎湖縣科學館、澎湖縣鄉土資源教育中心。

- 其他鄉鎮：
  - 小門地質館、澎湖望安綠蠵龜觀光保育中心、水產試驗所澎湖海洋生物研究中心附設水族館、吉貝文物館、澎湖莊家莊民俗館。

### 特產
- 黑糖糕
- 仙人掌冰
- 風茹茶
- 冬瓜糕
- 鹹餅
- 稜角絲瓜
- 嘉寶瓜 （页面存档备份，存于）
- 楊梅（香瓜茄）
- 花生
- 丁香魚乾
- 干貝醬
- 珊瑚
- 文石
- 玳瑁石斑（有縣魚之稱）
- 海膽

## 外部連結
- 澎湖縣政府（页面存档备份，存于）
- 沿著菊島旅行－澎湖資訊網 （页面存档备份，存于）
- OpenStreetMap上有關澎湖縣的地理